# ゲインズボロ
ゲインズボロ（Gainsboro）とは、ライトグレーやホワイトスモークに近い色で無彩色の一種。

## 近似色
- ライトグレー
- ホワイトスモーク (色)